# Michael Doneus
Michael Doneus (* 1967 in Haslach an der Mühl) ist ein österreichischer Prähistoriker und Luftbildarchäologe. 

## Leben
Doneus studierte von 1986 bis 1992 Ur- und Frühgeschichte sowie klassische Archäologie an der Universität Wien und besuchte ausgewählte Vorlesungen an den Instituten für Photogrammetrie und Fernerkundung und Geodäsie der TU Wien. Nach der Promotion zum Dr. phil. 1999 in Wien und Habilitation ebenda 2009 wurde er dort 2011 Professor für Ur- und Frühgeschichte, Umwelt- und Landschaftsarchäologie. Seit 2010 ist er Vizedirektor des Ludwig-Boltzmann-Instituts für Archäologische Prospektion und seit 2011 Vizepräsident des CIPA (ICOMOS & ISPRS Committee for Documentation of Cultural Heritage). Seit 2014 ist er korrespondierendes Mitglied der philosophisch-historischen Klasse der Österreichischen Akademie der Wissenschaften.
Doneus' Forschungsschwerpunkte sind Siedlungs-, Umwelt- und Landschaftsarchäologie, archäologische Prospektion, geographische Informationssysteme und räumliche Datenbanken in der Archäologie, die photogrammetrische Methodenentwicklung in der Archäologie, die digitale Dokumentation kulturellen Erbes und allgemein die Archäologie der Jungsteinzeit.

## Auszeichnungen
- 2006: Best Paper Award: Digital terrain modelling for archaeological interpretation within forested areas using full-waveform laserscanning. CIPA-VAST-EG-EPOCH-EuroMed Joint Event, Nikosia, Zypern
- 2007: Tewkesbury Fellowship at the University of Melbourne, Faculty of Engineering, Australia.
- 2013: Society of Exploration Geophysicists (SEG) 2013 Honors & Award Recipient.

## Schriften (Auswahl)
- als Herausgeber mit Alois Eder-Hinterleitner und Wolfgang Neubauer: Archaeological prospection: Fourth International Conference on Archaeological Prospection, Vienna, 19–23 September 2001. Wien 2001, ISBN 3-7001-3004-X.
- Die Keramik der mittelneolithischen Kreisgrabenanlage von Kamegg, Niederösterreich. Ein Beitrag zur Chronologie der Stufe MOG I der Lengyel-Kultur. Wien 2001, ISBN 3-7001-3015-5.
- Die hinterlassene Landschaft – Prospektion und Interpretation in der Landschaftsarchäologie. Wien 2013, ISBN 978-3-7001-7197-3.
- mit Christian Gugl und Nives Doneus: Eine Modellstudie der Erforschung römischer Lagervorstädte. Von der Luftbildprospektion zur siedlungsarchäologischen Synthese. Wien 2013, ISBN 978-3-7001-7128-7.